# 李過
李過（り か）は順の第3代（最後の）皇帝。初代皇帝李自成の従子。

## 生涯
順王朝が建国された後、波県侯となった。
李自成や李自敬（李自成の弟)が清に敗死したあと、李過が順の指導者となった。その後すぐに南明（明の亡命政権）に下り、清と戦闘を行った。
1649年（南明の永暦3年）、病により死去した。